# Lycomorpha palmerii
Lycomorpha palmerii là một loài bướm đêm thuộc phân họ Arctiinae, họ Erebidae.